# هوراسيو نافا
هوراسيو نافا (بالإسبانية: Horacio Nava) هو منافس ألعاب قوى مكسيكي، ولد في 20 يناير 1982 في تشيهواهوا في المكسيك.

## وصلات خارجية
- هوراسيو نافا على موقع الاتحاد الدولي لألعاب القوى (الإنجليزية)
- هوراسيو نافا على موقع اللجنة الأولمبية الدولية (الإنجليزية)
- هوراسيو نافا على موقع أوليمبيديا (الإنجليزية)